# 龍の子太郎
『龍の子太郎』（たつのこたろう）は、松谷みよ子の児童文学である。本作を原作として漫画、テレビ番組、アニメーション映画が製作されたほか、人形劇、ストレートプレイ、ミュージカル、マスクプレイ、舞踊劇などの舞台化もされている。

## 概要
本作は、長野県の信州・上田に伝わる民話『小泉小太郎』と安曇野に伝わる民話『泉小太郎』を中心に、秋田の民話など日本各地に伝わる民話を組み合わせ、再話している。
執筆は長野県の地獄谷温泉で木谷實の妻の実家が経営する旅館「後楽館」に滞在しながら行われた。創作の過程は松谷の自著『民話の世界』に詳しい。
松谷は本作品で第1回講談社児童文学新人賞、国際アンデルセン賞優良賞などを受賞した。

## あらすじ
怠け者の太郎は、おばあさんから母が龍の姿になってしまったと聞かされる。龍となった母を探しに太郎は旅に出る。

## 漫画
少女月刊誌『りぼん』の長編読み切り付録シリーズ「りぼんカラーシリーズ」の一環として、「原作・松谷みよ子、絵・藤木輝美」名義で、1964年6月号付録に掲載された。

## テレビ番組
TBSの児童向け番組シリーズ『明星杉の子劇場』の第1弾として放送。内容は人形劇となっている。全8話。
製作局のTBSでは1963年9月7日から同年10月26日まで、毎週土曜 13:30 - 14:00 （日本標準時）に放送。明星食品の一社提供。
| TBS 土曜13:30枠    | TBS 土曜13:30枠                                           | TBS 土曜13:30枠                                            |
| 前番組             | 番組名                                                    | 次番組                                                     |
| ------------------ | --------------------------------------------------------- | ---------------------------------------------------------- |
| 映画の窓           | 龍の子太郎 （1963年9月7日 - 1963年10月26日）              | 図々しい奴 再放送 ※13:30 - 14:30                           |
| TBS 明星杉の子劇場 |                                                           |                                                            |
| -                  | 龍の子太郎 （1963年9月7日 - 1963年10月26日） ※土曜13:30枠 | 乞食と若様 （1963年11月4日 - 1963年12月30日） ※月曜18:00枠 |

## アニメーション映画
1979年3月17日に『東映まんがまつり』にて公開。公開年が「'79国際児童年」であることを記念し、その協賛作品として製作された。製作は東映動画（現・東映アニメーション）が、配給は東映が担当。
監督には、1962年公開の実写映画『キューポラのある街』で知られる浦山桐郎を迎えた。実写映画の監督がアニメーションの監督を務める場合、脚本以外の実作業をアニメスタッフに一任するケースが多いが、浦山は絵コンテ作成や原画チェックなどにも深く関わった。作画監督の小田部羊一の回想では、当初のシナリオ（演出助手が執筆）が不評と知ると自ら数日で書き直して「みんなを唸らせた」が、絵は不得手で「マルチョン」（人物を簡略化した絵）の絵コンテを葛西治が「苦労して清書してい」たという。また、「アニメーション畑」の小田部にとって「新鮮な要求」もしてきたと述べている。
龍役の声優には、日活女優であった吉永小百合が起用された。
本作は文部省特選作品となっている。
本作公開時の『東映まんがまつり』では、児童客に「匂いの出るシート」を配布していた。これは作品内各シーンにおける匂いを演出するためのもので、表面にはいくつかの番号が振られていた。上映中、シートを擦って匂いを出してほしい場所の番号を適宜字幕で指示し、それに合わせて観客に擦らせることでシーンに合う匂いを体感させていた。
東映作品のオープニングに登場する「荒磯に波」の映像は、本作をもって3代目バージョンに変更された。
なお、大塚康生の回想によると、東映動画が『太陽の王子 ホルスの大冒険』を制作する際に、最初に企画として検討された（1965年）のが『龍の子太郎』だったが「久しぶりの長編アニメーションにふさわしいスケールが不十分と思えたこと」を理由に差し替えとなった。本作はそれ以来14年越しでのアニメ映画化となる。作画監督の依頼を受けた小田部羊一は、演出（監督）として『ホルス』の高畑勲を希望条件としてあげたが、東映動画側は「高畑は絶対に認められない」と返答したという。

### 登場人物
太郎
声 - 加藤淳也
あや
声 - 冨永みーな
赤鬼
声 - 熊倉一雄
黒鬼
声 - 北村和夫
にわとり長者
声 - 黒田絢子（ナレーター兼務）
太郎のお婆さん
声 - 矢吹寿子
山姥
声 - 樹木希林
白蛇
声 - 左奈田恒夫
天狗
声 - 酔銘亭桐庵
龍
声 - 吉永小百合（特別出演）

### スタッフ
- 脚本 - 浦山桐郎、三井隆史
- 監督 - 浦山桐郎
- アニメーション演出 - 葛西治
- 企画 - 有賀健 山口康男
- キャラクターデザイン・作画監督 - 小田部羊一、奥山玲子
- 美術監督 - 土田勇
- 原画 - 阿部隆、角田紘一、金山通弘、木野達児、小川明弘、広田全、的場茂夫、才田俊次、荒木伸吾、高野登、石黒育
- 動画 - 薄田嘉信、小林敏明、坂野隆雄、金山圭子、服部照夫、石山毬緒、山田みよ、長沼寿美子、八島善孝、円山智、草間真之介、山崎久、小松良江、岩井美登理、松村啓子、加藤良子、上野茂々子、三原武憲、石黒益美、上梨一也、島田和義、村上由美、中島裕子、池田淳子、大塚多恵子、三好史子、大塚伸治、佐藤弘美、森本知
- ゼログラフ - 村松錦三郎　戸塚友子
- トレース - 奥西紀美代　黒沢和子、 坂野園江、五十嵐令子
- 彩色 - 阿部慶子、後藤美津子、山内正子、古屋純子
- 特殊効果 - 岡田良明、平尾千秋
- 仕上検査 - 小椋正豊、衣笠一雄
- 仕上進行　藤本芳弘
- 背景 - 海老沢一男、田中資幸、松本健治
- 美術進行 - 阿久津文雄
- 演出助手 - 遠藤勇二
- 記録 - 伊達悦子
- 製作進行 - 和久田俊文
- 撮影 - 山田順弘、高梨洋一
- 編集 - 千蔵豊
- 録音 - 波多野勲
- 音響効果 - 伊藤道広
- 録音スタジオ - タバック
- 現像 - 東映化学
- タイトル文字 - 星野忠雄
- 音楽 - 真鍋理一郎
- 予告編ナレーター - 矢田耕司
- 制作 - 東映動画

### 主題歌
「龍の子太郎のうた」
作詞 - 若林一郎、浦山桐郎 / 作曲・編曲 - 真鍋理一郎 / 歌 - 加藤淳也

### 同時上映
- ピンク・レディーと春休み（劇場用新作映画）
- SF西遊記スタージンガー（劇場用新作映画）
- キャプテン・フューチャー（テレビブロウアップ版）
- 闘将ダイモス（テレビブロウアップ版）

### テレビ放送
1981年1月3日（土曜） 19:30 - 20:54 （日本標準時）には、テレビ朝日とその系列局で『新春こどもアニメ劇場』として放送された。このテレビ放送ではオープニングテーマが1コーラスに縮小され、クレジット表示もスクロール方式、クレジットロゴもメインタイトルと同じ星野忠雄による自筆体からゴシック体に変更されていた。これに伴い星野忠雄のクレジットも、「タイトル文字」から「メインタイトル」に変更された。
なお、テレビ朝日は当日の13:00 - 15:00にも、同じく『東映まんがまつり』上映作品である『太陽の王子 ホルスの大冒険』を放送していた。

### ビデオソフト
配給元の東映から、本作を収録したVHSビデオソフト、レーザーディスクビデオソフト、DVDビデオソフト（2010年2月21日）が発売された。ビデオ製作はいずれも東映ビデオが担当。
なお、同じく東映から発売されたDVDシリーズ『復刻！東映まんがまつり』のラインナップに本作は入っておらず、今のところ同シリーズでのDVD発売予定もない。

## 舞台劇
人形劇やマスクプレイを除く。
1965年公演
公演 - 劇団たんぽぽ / 脚色 - 志水伸
1967年公演
公演 - 関西芸術座 / 脚色 - 新屋英子 / 太郎 - 綿岡好枝
1972年公演 (1)
公演 - 樹の会 / 脚色 - 松谷みよ子、高瀬精一郎 / 太郎 - 花柳伊兵衛
1972年公演 (2)
公演 - 平多正於舞踊公演 / 脚色 - 有賀二郎 / 太郎 - 千野美子
1976年公演
公演 - 劇団はぐるま / 脚色 - 藤本昭 / 太郎 - 岩成知子
1990年公演
公演 - こどもの城青山劇場 / 脚色 - 遠藤啄郎 / 太郎 - 二代目中村梅雀
1996年公演
公演 - 教育演劇研究協会（劇団たんぽぽ） / 脚色 - 竹井岳史 / 演出 - 熊井宏之
2007年公演
公演 - 劇団前進座 / 脚色 - 山本響子 / 太郎 - 水上琴野
2011年公演
公演 - 劇団はぐるま / 脚色 - 藤本昭 / 演出 - なみ

## 備考
- 後楽館では松谷が宿泊した部屋を「龍の子太郎の部屋」として保存している[2]。
- 『まんが日本昔ばなし』（毎日放送）のオープニングに、龍の子太郎をモチーフにした映像が採用されている。一方で、同シリーズでは「龍の淵」「小太郎と母龍」「二ツ池の龍」「男滝の龍」などの龍にまつわる作品がいくつか放送されているが、本作そのものを放送した回はない[17]。
- アニメ『桃太郎伝説』では、太郎をモデルとした「龍神太郎」という人物がメインキャラとして登場する。